# Vista (Washington)
Vista az Amerikai Egyesült Államok északnyugati részén, Washington állam Benton megyéjében elhelyezkedő Kennewick városrésze.

## Történet
Az 1889-ben létrejött településnek a Northern Pacific Railway a Relief nevet adta, mivel itt kapcsoltak további mozdonyokat a hosszú vonatokhoz.
A gőzmozdonyok ellátását az 1903-ban ásott artézi kútból oldották meg, melynek vizét a környékbeli gazdáknak értékesítették.
1908-ban a név Vistára módosult, mivel a tehermentesítő mozdonyokra a továbbiakban nem volt szükség.

## Éghajlat
A városrész éghajlata félsivatagi sztyepp (a Köppen-skála szerint BSk).

## Fordítás
- Ez a szócikk részben vagy egészben  a   Vista, Washington című angol Wikipédia-szócikk ezen változatának fordításán alapul.  Az eredeti cikk szerkesztőit annak laptörténete sorolja fel. Ez a jelzés csupán a megfogalmazás eredetét és a szerzői jogokat jelzi, nem szolgál a cikkben szereplő információk forrásmegjelöléseként.